# Фридрих V (ландграф Гессен-Гомбурга)
Фридрих V Людвиг Кристиан Гессен-Гомбургский (нем. Friedrich V. Ludwig Wilhelm Christian von Hessen-Homburg; 30 января 1748, Гомбург — 20 января 1820, там же) — ландграф Гессен-Гомбургский в 1751—1820 годах.
Фридрих V — сын ландграфа Фридриха IV Гессен-Гомбургского и Ульрики Луизы Сольмс-Браунфельсской, дочери князя Фридриха Вильгельма Сольмс-Браунфельсского.

## Биография
В отличие от своих предшественников и преемников Фридрих V был человеком невоенным. Он жил в волнующую эпоху европейской истории Нового времени. Родившись ещё при Старом порядке, он стал свидетелем переоценки ценностей — Французской революции, конца 880-летней истории Священной Римской империи, взлёта и падения Наполеона и новым порядкам в Германии и Европы после Венского конгресса. Фридрих V обрёл известность благодаря переписке с Лафатером и Клопштоком, он бывал в гостях у Вольтера, Д’Аламбера и Галлера. Фридрих благоприятствовал масонской ложе «Фридрих к Северной звезде».
Единственный сын ландграфа Фридриха IV, лишившийся отца в три года, он рано оказался вовлечённым в наследственный конфликт за своё маленькое ландграфство. При слабом регенте, которым была назначена императором мать Фридриха, Людвиг VIII Гессен-Дармштадтский надеялся заполучить Гессен-Гомбург и в 1747 году оккупировал его земли. После судебных процессов и жалоб в имперский придворный совет и императору Францу I в 1756 году дармштадтский кузен был вынужден пойти на уступки.
Воспитание наследного принца Гессен-Гомбурга было возложено на домашнего учителя Александра фон Синклера, гуманиста, благочестивого, умного и высокообразованного человека, подробно докладывавшего в письменной форме об успехах Фридриха его матери, мало интересовавшейся воспитанием сына. Страдавший заиканием Фридрих под руководством Синклера занимался философией, математикой, архитектурой, увлекался шахматами и игрой на пианино. Воспитанный кальвинистом-пиетистом Синклером, Фридрих управлял своей страной добросовестно, хотя и не мог справиться со сложным экономическим положением, доставшимся ему по наследству, и был вынужден обращаться за кредитами к франкфуртским и амстердамским банкирам. Администрация Гессен-Гомбурга в 1780 году даже не могла составить перечень всех долгов, доходов и расходов ландграфства..
Добившийся досрочного признания себя совершеннолетним, Фридрих взял на себя управление Гессен-Гомбургом 22 марта 1766 года. Чтобы завершить конфликт с дармштадтскими кузенами, был подписан так называемый компромисс — отказ Гессен-Дармштадта от суверенных прав на Гессен-Гомбург. По этому договору Гессен-Гомбург обрёл широкие права внутреннего суверенитета, но Гессен-Дармштадт сохранил за собой отношения с императором, представляя Гессен-Гомбург в рейхстаге и взимая за Гомбург имперские налоги. 27 сентября 1768 года Фридрих заключил династический и дипломатический брак с Каролиной Гессен-Дармштадтской, дочерью ландграфа Людвига IX и Генриетты Каролины Пфальц-Цвейбрюккенской. Брак с Каролиной, энергичной франкофилкой, не был проникнут любовью, несмотря на то, что в нём родилось 15 детей. В конце жизни Фридрих признавался, что ему не довелось познать любви.
При небольшом гомбургском дворе всегда были рады учёным, поэтам и музыкантам. В Гомбурге даже недолго гостил Иоганн Вольфганг Гёте, и белая башня Гомбургского дворца из «Утренней песни пилигрима» навсегда вошла в историю немецкой поэзии. Большое значение Фридрих придавал школьному образованию и своей библиотеке. В отличие от супруги Каролины, увлекавшейся французской литературой, Фридрих не любил беллетристику и отдавал предпочтение исторической, философской, военной и теологической литературе. Заядлый путешественник, он с удовольствием читал путевые заметки и охотно сочинял сам. Его перу принадлежит кантата «Empfindungen bei dem Code des Prinz von Anhalt-Bernburg», посвященная памяти генерал-лейтенанта русской службы принцу В. А. Ангальт-Бернбург-Шаумбург-Хоймскому.
В жизни Фридриха-отшельника, как он с иронией себя как-то назвал, без его участия происходили серьёзные перемены. В 1795 году французская революционная армия под предводительством Журдана вторглась на земли между Рейном и Майном. С этого времени Гомбург практически постоянно был оккупирован французскими войсками и выплачивал контрибуции. В 1798 году опустевший Гомбургский дворец даже некоторое время служил штабом генералов Сен-Сира и Нея, семья ландграфа переехала в сохранявшую нейтралитет Пруссию, взрослые сыновья поступили на военную службу.
В 1802 году Исаак Синклер, сын учителя ландграфа, обратился к нему с просьбой помочь его старому другу Фридриху Гёльдерлину, переживавшему тяжёлые времена после крушения профессиональных планов и смерти возлюбленной, и дать ему место придворного библиотекаря. Гёльдерлин и ландграф были знакомы с 1798 года, и Фридрих V согласился при условии, что содержание ему Синклер будет выплачивать из собственного кармана. В июне 1804 года Гёльдерлин вступил в должность, но поскольку ландграф сам заботился о своей библиотеке, то ему оставалась лишь возможность пользоваться ею. Фридриху V было посвящёно стихотворение «Патмос».
Фридрих V отказался вступить в Рейнский союз, и в 1806 году Гессен-Гомбург подвергся ограниченной медиатизации в пользу Гессен-Дармштадта. Фридрих удалился в свои садовые владения в Таунусе, отдыхал в Шлангенбаде или проживал во Франкфурте-на-Майне. После свержения Наполеона Гессен-Гомбург стал единственным из медиатизированных княжеств, которое было восстановлено. Это произошло благодаря хлопотам дочери Марианны, а так же проведенной монетной реформы, что закрепляло суверенитет Гессен-Гомбурга, как отдельного государства.   Еще статус этого государства повышался заслугами, детей Марианны - шести сыновей-героев и принадлежность к древнему дворянскому роду.

## Награды
- Орден Чёрного орла (1788, королевство Пруссия)[4]
- Орден Красного орла (1792, как кавалер ордена Чёрного орла королевство Пруссия)
- Орден Золотого льва (2 декабря 1813, ландграфство Гессен-Кассель)[5]
- Орден Белого орла (Польша)
- Орден Святого Губерта

## Потомки
В браке с Каролиной Гессен-Дармштадтской родилось 15 детей.
- Фридрих VI (1769—1829), ландграф Гессен-Гомбурга, женат на принцессе Елизавете Великобританской (1770—1840)
- Людвиг Вильгельм (1770—1839), женат на принцессе Августе Нассау-Узингенской, развёлся в 1805 году
- Пауль (1775—1776)
- Каролина Ульрика Луиза (1771—1854), замужем за Людвигом Фридрихом II Шварцбург-Рудольштадтским (1767—1807)
- Луиза Ульрика (1772—1854), замужем за принцем Карлом Гюнтером Шварцбург-Рудольштадтским (1771—1825)
- Амалия (1774—1846), замужем за наследным принцем Фридрихом Ангальт-Дессауским (1769—1814)
- Августа (1776—1871), замужем за наследным великим герцогом Фридрихом Людвигом Мекленбургским (1778—1819)
- Виктор (1778—1780)
- Филипп (1779—1846), женат морганатически на Антонии Потошниг (1806−1845), «графине Наумбургской»
- Густав (1781—1848), женат на принцессе Луизе Ангальт-Дессауской (1798—1858)
- Фердинанд (1783—1866), ландграф Гессен-Гомбурга
- Мария Анна (1785—1846), замужем за принцем Прусским Фридрихом Вильгельмом Карлом (1783—1851)
- Леопольд (1787—1813), погиб в битве при Лютцене